# Otovice (okres Náchod)
Obec Otovice (německy Ottendorf) se nachází v okrese Náchod, kraj Královéhradecký. Rozkládá se jihovýchodně od města Broumova, na levém břehu řeky Stěnavy, do níž zde ústí Černý potok. Osu sídla tvoří silnice II/302, jež na východním konci obce překračuje státní hranici do polského Tłumaczowa, dále jako silnice DW385. Úsek železniční trati do Broumova je mimo provoz, koleje směrem do Polska pak zcela sneseny. Žije zde 335 obyvatel.

## Historie
První písemná zmínka o obci pochází z roku 1300.
Po roce 1918 byla obec přiřazena k Československu. Úředním jazykem byla němčina, ale písemnosti úřady vydávaly v češtině i němčině.
Vrch Hoprich býval slovanské hradiště. Zalesněn byl z velké části až po válce. Sráz nad řekou Stěnavou je erozní nárazový břeh, kde se nacházejí rostlinné zkameněliny z období permu a to přesličky, plavuně a další. O tom, že se na Hoprichu pěstoval mimo jiné i chmel, svědčí jeho hojný výskyt do dnešních dnů, kdy se zde v době sklizně dá nasbírat i několik metráků chmelových šištic. Suťový terén poskytuje bohatou nabídku úkrytů zemním obratlovcům a bezobratlým živočichům.
V květnu 2016 si obec Otovice pořídila nový traktor New Holland Boomer 50 s čelní žací hlavou Matev, mulčovačem, vysavačem listí, zametacím kartáčem, sněhovou radlicí a sběrným košem.

### Doprava
Dne 26. července roku 1876 projel obcí první osobní vlak. Stalo se tak poté, co byla prodloužena choceňsko-broumovská dráha z Broumova ke státní hranici v Otovicích. Mezinárodní doprava do Střední Stěnavy s připojením do Nové Rudy, byla zahájena až v roce 1889.
V průběhu času byla doprava přes hranice do polského Slezska přerušena a vlaky končily v otovické zastávce. Od 11. prosince 2005 končí osobní vlaky o 4 kilometry dříve, v Broumově, a do Otovic již vůbec žádné vlaky nejezdí. Na traťovém jízdním řádu tratě č. 026 byly obě opuštěné otovické zastávky uváděny do prosince 2010.
Na přelomu roku 2010 a 2011 se mluvilo o obnově železničního spojení mezi Broumovem a Tłumaczówem (PL).

#### Doprava kamene přes Otovice
Silnice přes Otovice je výhodná pro převoz kamene z kamenolomu v Tłumaczówě. Otovičtí chtěli omezit kamionovou dopravu, proto nechala radnice silnici osadit značkami Zákaz vjezdu nákladních automobilů s dodatkovou tabulkou 6 tun. Omezení vjezdu pouze nákladních vozidel chtěli kvůli tomu, aby si místní mohli dojet do Polska pro uhlí nebo písek traktorem. Podnikatelé si pak začali pořizovat rychlé traktory schopné jezdit i rychlostí 60 km/h, což ale Otovickým nevadilo, protože rychlé traktory jakožto zemědělské stroje se rychle opotřebují. 
V před rokem 2015 začalo Otovicemi projíždět nákladní vozidlo, které s naloženým štěrkem vážilo okolo 25 tun a projíždělo i přes zákaz vjezdu nákladním automobilům nad 6 tun. To bylo možné protože, podle technického průkazu se jednalo o traktor. Díky tomu se na něj nevztahovalo dopravní značení zakazující průjezd nákladních automobilů jejichž celková hmotnost přesahuje 6 tun. Majitel nákladního vozidla registrovaného jako traktor se tak zákazu vjezdu vyhnul, na rozdíl od jeho konkurenta, který musel požádat o výjimku.
Vozidlo takto projíždělo obcí ještě v roce 2018, bez toho, aby policie mohla nějak zasáhnout. V Otovicích se proto rozhodli o umístění dopravní značky zakazující vjezd traktorům.
Podle komisařky Evy Prachařové lze situaci řešit například dopravní značkou „Zákaz vjezdu vozidel, jejichž okamžitá hmotnost přesahuje vyznačenou mez“.
Kvůli hrozbě nadměrné kamionové dopravy Otovice odmítají nabídku kraje na opravu místní komunikace.

### Těžba vápence
Obec se proslavila i těžbou vápence. Vápenky vznikly v druhé polovině 18. století. Těžba postupně ustávala a teprve ve 30. letech 20. století byla opět obnovena. Byl postaven mlýn na mletí vápence a pece na pálení vápna. Vápno se vozilo po železnici až do kraje a protože nebylo kvalitní (mělo šedou barvu), používalo se k vápnění polí. Za protektorátu byl vývoz do Čech zakázán. Byl zde kvůli válce také nedostatek pracovních sil. A tak před koncem 2. světové války těžba ustála úplně a již se nikdy neobnovila.

### Kulturní a spolkový život
Dobrovolný spolek hasičů byl založen v roce 1879, ale až v roce 1939 obec zakoupila motorovou stříkačku. Kromě hasičů byl v obci myslivecký (střelecký) spolek, dívčí pěvecký spolek, smíšený pěvecký sbor, jazzová kapela, dechová kapela, sportovní spolek atletů a fotbalistů. Hřiště bylo na témže místě jako dnes. V obci se dokonce vyučovalo i hudbě.
V Otovicích se konala každoročně na svátek Jiřího tradiční pouť pod kostelem, který patřil obci Martínkovice. Tradiční zábavy se konaly v hostinci „Na písku“ pod kostelem. Hostinec postavil klášter v roce 1536. Již v roce 1560 ji odprodal opat Jan z Chotova do soukromých rukou. Na louce před hostincem se každoročně konaly ohromné poutě (Georgsfest, broumovským dialektem Jerchafest), nemající v celém kraji obdoby. Na poutě se sjížděli návštěvníci ze široka daleka a mohli navštívit přes dvě stě atrakcí a stovky stánků, ve kterých se dalo koupit úplně všechno. Tradice se zachovala i po válce, ale s výstavbou zemědělského areálu vše zaniklo. V těchto místech stojí též morový sloup z roku 1639. Dnes se koná každoročně jen pouťová zábava a výstava drobného zvířectva v prostoru u kostela sv. Barbory v Otovicích.
Obec má i bohatou historii ve školství. První učitel se v obci objevil v roce 1788. Budova školy (dnešní OÚ) se začala stavět až v roce 1872, v roce 1873 byla vysvěcena a v roce 1874 se v ní začalo učit. V některých letech ji navštěvovalo až 100 dětí. Škola byla dvoutřídní.

## Pamětihodnosti
- Kostel svaté Barbory
- Vodní mlýn

## Rodáci
- Dominik Prokop (opat) (1890–1970), benediktin, opat břevnovský a broumovský
- Hugo Scholz (1896–1987), básník